# Рокавионе
Рокавионе (итал. Roccavione) је насеље у Италији у округу Кунео, региону Пијемонт.
Према процени из 2011. у насељу је живело 2454 становника. Насеље се налази на надморској висини од 656 м.

## Становништво
Према резултатима пописа становништва 2011. у општини је живело 2.876 становника.
| 1931. | 1936. | 1951. | 1961. | 1971. | 1981. | 1991. | 2001. | 2011. |
| ----- | ----- | ----- | ----- | ----- | ----- | ----- | ----- | ----- |
| 2.464 | 2.121 | 2.510 | 2.387 | 2.426 | 2.708 | 2.786 | 2.791 | 2.876 |